# Paulo Freire
Paulo Reglus Neves Freire, brazilski pisatelj, andragog, filozof * 19. september 1921, Recife, † 2. maj 1997, São Paulo.

## Življenje
Freire se je rodil 19. septembra 1921 v brazilskem mestu Recife, kot najmlajši izmed štirih otrok v družini srednjega sloja. Njegov oče Joaquim Temistocles Freire je bil vojaški narednik, mati Edeltrudes Neves Freire pa šivilja. Vzgojen je bil v krščanskem duhu. Pri šestih letih, ko je začel obiskovati osnovno šolo, je že znal brati in pisati. 
Že zelo zgodaj se je srečal z revščino in bedo, ki sta bili posledici velike gospodarske krize. Pri trinajstih letih pa mu je umrl še oče. Izobraževanje je moral zaradi vseh težav za nekaj časa postaviti na stranski tir. Srednjo šolo je tako začel obiskovati šele, ko mu je bilo šestnajst let, medtem ko je bila večina njegovih sošolcev stara enajst oziroma dvanajst let. 
Po končani srednji šoli je začel poučevati portugalščino, nato pa se le leta 1943 je vpisal na študij prava v Recifu. Naslednje leto se je poročil z učiteljico Elzo Mario Costa de Oliveira, ki je precej vplivala na njegovo kasnejše delo. Poleg poučevanja portugalščine je bila prav ona razlog, da se je Freire začel bolj ukvarjati z izobraževanjem. Rodilo se jima je pet otrok. 
Od leta 1947 do leta 1954 je bil Freire direktor sektorja za izobraževanje in kulturo v Sesiju. Leta 1959 pa je doktoriral iz andragogike na univerzi v Recifu in postal prvi direktor izrednega študija na tej univerzi. Nato pa si je na začetku šestdesetih let omislil novo metodo opismenjevanja, ki se je pokazala kot zelo uspešna. 
Leta 1964 se je v Braziliji zgodil vojaški upor. Nova vlada je metodo označila kot nevarno in jo prepovedala, Freira pa je obtožila subverzije. Obsojen je bil na 75 dni zapora. Po prestani kazni pa je bil izgnan iz države. Najprej je živel v Boliviji, nato pa v Čilu, kjer je nadaljeval svoj projekt opismenjevanja. Konec šestdesetih let so ga povabili na Harvard. Prejel pa je tudi povabilo Svetovnega sveta Cerkva iz Ženeve. Na Harvardu je deloval kot gostujoči profesor. Leta 1980 se je po šestnajstih letih izgnanstva vrnil v Brazilijo, kjer je nadaljeval svoje delo na področju izobraževanja.
Konec osemdesetih, dve leti po smrti žene Elze Marie Costa de Oliveira, se je Freire ponovno poročil, s prijateljico iz otroštva, Ano Mario (Nito) Araújo Hasche. 
Umrl je 2. maja leta 1997 za posledicami srčnega napada.

## Najpomembnejši poudarki Freirejevega dela
Paulo Freire je predstavnik radikalne oz. kritične filozofije. Slednja se je na področju izobraževanja odraslih pojavila v šestdesetih letih dvajsetega stoletja]. Zajema različna prizadevanja za družbeno osvoboditev in spremembe. Izobraževanje pa vidi kot možnost, ki prispeva k socialnim, političnim in ekonomskim spremembam v družbi. Predstavniki radikalne filozofije obstoječih družbenih vrednot ne sprejemajo kot okvir, znotraj katerega naj bi razvijali svoje zamisli, ampak menijo, da so najprej potrebne temeljne družbene spremembe.
Freire si je prizadeval, da bi bilo revnemu delu prebivalstva bolje, da bodo tudi oni sposobni svet obravnavati kritično in ga spreminjati. Do omenjenega cilja pa vodi osrednji koncept, proces ozaveščanja, ki med drugim vključuje tudi opismenjevanje revnih posameznikov. Pomemben je še dialog in pa kritika tradicionalnega izobraževanja.

### Kritika tradicionalnega izobraževanja
Freire je kritiziral sistem tradicionalnega izobraževanja. Opredelil ga je kot bančniški koncept izobraževanja, kjer učenci znanje sprejemajo kot depozite, na nekritičen način. Bančniško izobraževanje zavira ustvarjalno moč posameznika, njegovo svobodo, ne spodbuja aktivnega delovanja v okolju in ne omogoča razvoja kritične zavesti. Vsebine v takšnem izobraževanju so določene od zgoraj in vključujejo dominantno kulturo. Koncept namreč temelji na predpisanih pedagoških metodah, ki učence odtujujejo od učne snovi in spodbujajo nekritično sprejemanje idej, ki so jim vsiljene od zgoraj in so del dominantne kulture. Takšno izobraževanje za Freira ne more biti nevtralno, ker je povezano z dominantnimi političnimi interesi. Kot nasprotje bančniškemu sistemu izobraževanja je postavil razvoj kritičnega mišljenja in procesa ozaveščanja, ki vključuje radikalno kritiko vladajoče ideologije in prizadevanje za oblikovanje nove stvarnosti. Do kritične zavesti, ki predstavlja zadnjo stopnjo ozaveščanja, lahko pridemo le v praksi, s pomočjo dialoga in kolektivnega delovanja. Za njo je značilno poglobljeno razumevanje problemov, zaupanje v lastno moč in prevzemanje odgovornosti. Freire je tako pri izobraževanju predlagal preskok iz avtoritativnosti na dialoško sodelovanje med učiteljem in učencem. Prepričan je namreč bil, da brez dialoga ni komunikacije, brez komunikacije pa ni izobraževanja. V dialogu sta učitelj in učenec subjekta, ki vzajemno iščeta resnico in tudi soustvarjata znanje, katerega ga nenehno problematizirata, testirata in izpopolnjujeta v odnosu do dialektičnega spreminjanja sveta.

### Koncept ozaveščanja
Proces ozaveščanja ljudem pomaga, da pridejo od kulture molka h kritičnemu mišljenju. Poteka preko izobraževanja in vključuje radikalno kritiko vladajoče ideologije in prizadevanje za oblikovanje nove stvarnosti. 
Freire je v svojem konceptu ozaveščanja ločil več stopenj zavesti:
1. Intranzitivna oz. neprehodna zavest: gre za kulturno tišino, ki je prisotna med kmečkim prebivalstvom v tretjem svetu. Posamezniki na tej stopnji zavesti so prisiljeni, da se ukvarjajo z zagotavljanjem najbolj elementarnih potreb, ki so potrebne za samo preživetje. Za situacijo, v kateri se nahajajo krivijo sami sebe. Družbe, kjer je taka zavest prisotna so zaprte in agresivne.
2. Magična oz. poltranzitivna zavest: za zvest na tej stopnji je značilno ponotranjenje negativnih vrednot, ki jih posameznikom na tej stopnji vsiljuje in predpisuje dominantna kultura. Posledično pa je za njih značilna še odvisnost. Bivati namreč pomeni biti odvisen od nekoga. Tak tip zavesti se kaže v defenzivnosti in v terapevtski magiji.
3. Naivna tranzitivnost: ta zavest je prehodna, saj posamezniki začenjajo doživljati stvarnost kor problem, začenjajo pa tudi občutiti, da lahko svoje življenje nadzorujejo. Vendar pa lahko s tem tipom zavesti manipuliramo, na primer s silo, propagando ali dehumanizacijo z uporabo tehnologije. Z uporabo določenih političnih in gospodarskih ukrepov lahko elita na oblasti umiri večino.
4. Kritična zavest: do kritične zavesti pride posameznik s procesom ozaveščanja. Kaže se v sposobnosti interpretacije problema, zaupanju v lastne sposobnosti, spoštovanju in prevzemanju odgovornosti. Razvija pa se z vlaganjem napora v spreminjanje stvarnosti, ki se začne s kritiko vladajoče ideologije. Pomembno je poudariti, da kritična zavest nastaja preko aktivnosti, z združevanjem mišljenja in delovanja. Pri tem pa sta dialog in družbena aktivnost bistvenega pomena za učenje.

### Opismenjevanje
Opismenjevanje je del procesa ozaveščanja, ki ga je Freire vodil v kulturnih krožkih. Pri tem pa se ni naslanjal na šolo. Pismenost mu je predstavljala osnovo za preprečevanje zatiranosti in hkrati tudi začetek sodelovanja v političnem življenju.
1. Prva faza opismenjevanje se začne s proučevanjem konkretnih razmer, v katerih ljudje živijo. Strokovnjaki so pozorni na življenjske okoliščine, na besedišče, ki ga posamezniki uporabljajo, na konkretne pomene besed, pri tem pa ves čas sodelujejo z lokalnim prebivalstvom. Pomembno je namreč, da besede, ki se bodo uporabljale v opismenjevanju izhajajo iz ljudstva. Jezik kmetov je namreč drugačen od jezika delavcev. Ta faza ni bila Freirejeva inovacija.
2. V drugi fazi se izberejo teme oz. besede, ki se jih bodo učili. Izbirajo generativne besede, ki imajo emocionalni naboj in moč, da se iz njih izoblikujejo nove besede. Poleg tega se izberejo tudi teme, za katere se meni, da bodo doprinesle k procesu ozaveščanja, saj jih ljudje potrebujejo pri interpretaciji svojega okolja. Pri sami izbiri besed pa je potrebno upoštevati tri kriterije, in sicer morajo vsebovati vse glasove, učencem morajo omogočiti prehod iz bolj preprostih k bolj zapletenim ter morajo biti koristne za posameznike s tem, da morajo zagotavljati tudi mentalno ter emocionalno stimulacijo.
3. V tretji fazi se začenja dejansko opismenjevanje. Ta faza predstavlja kodifikacijo izbranih generativnih tem in besed. Interdisciplinarne skupine pripravijo materialne, slike, posterje, sete kart. Vse to pa pomaga, da se razvije kritična zavest. Pri celotnem procesu vedno upoštevajo lokalne značilnosti in se povezujejo z regionalnimi ter nacionalnimi problemi.
4. Zadnja četrta faza vključuje pripravo navodil za koordinatorje. Ti morajo v procesu priprave na poučevanje sprejeti nova stališča, dialoški pristop in nove koncepte opismenjevanja. Od njih se pričakuje, da se bodo učili tudi po tem, ko bodo že začeli s svojim poučevanjem.

## Izbrana dela
Freire je napisal (oz. je bil soavtor) veliko knjig s področja izobraževanja. V slovenščino je prevedena le ena knjiga, in sicer Pedagogika zatiranih (2019).
Pomembnejša avtorska dela:
- Pedagogy of the oppressed  (1968, 1970)
- Conscientization (1975)
- Education, the practice of freedom (1976)
- A day with Paulo Freire (1980)
- Pedagogy in Process: The letters to Guinea-Bissau (1978, 1983)
- The politics of education: culture, power, and liberation (1985)
- Pedagogy of the city (1993)
- Teachers as cultural workers: letters to those who dare teach (1998)
- Politics and education UCLA Latin American studies (1998)
- Pedagogy of freedom: ethics, democracy, and civic courage Critical perspectives series (1998)

Nekatera soavtorska dela:
- Cultural action for freedom (1970, 1972)
- Literacy: reading the word & the world (1987)
- Learning to question: a pedagogy of liberation (1989)
- Pedagogy of Hope: Reliving Pedagogy of the Oppressed  (1994)
- Letters to Cristina: reflections on my life and work (1996)
- Mentoring the mentor: a critical dialogue with Paulo Freire (1997)
- Pedagogy of the heart (1997)
- The Paulo Freire reader (1998)